# 17 до н. е.

## Події
- Консули Гай Фурній і Гай Юній Сілан.
- Октавіан Август влаштовує триденні святкування в Італії — столітні гри. Оголошено настання нової, кращої ери.

## Народилися
- Гней Доміцій Агенобарб — консул 32 року, батько імператора Нерона.
- Луцій Юлій Цезар Віпсаніан — державний діяч ранньої Римської імперії.

## Померли
- Асандр — цар Боспору.
- Марк Валерій Мессала Потіт — політичний діяч Римської республіки.